# 豊村慶太
豊村 慶太は（とよむら けいた）は、日本の行政書士、専門学校講師。アガルートアカデミーの行政書士講師で、東京リーガルマインド (LEC) 元講師。長崎県出身、東京都在住。

## 人物
早稲田大学3年のとき、2ヶ月間の独学で行政書士試験に合格。行政書士試験を受験するきっかけは、友人と高田馬場にある本屋に寄った際、行政書士試験の参考書が目に留まったことである。大学卒業後、行政書士とは関係のない業種に就く。
その後、自己研鑽のために資格を取得しようと東京リーガルマインド (LEC) のホームページを覗いたところ、行政書士試験の講師募集があり応募。採用され講師の道に進む。
LECのスタッフに法科大学院への進学を進められ、時短勤務で中央大学法科大学院法学未修者コースに入学したが、「既習者コースでも大丈夫そう」となり、明治大学法科大学院法学既修者コースを受験し転校、同法科大学院を卒業した。
現在講義のなかで話す内容の大部分は、法科大学院で学んだことが礎になっている。
司法試験は修了年に1度受験し短答式試験は合格したが、論文式試験は不合格だった。LEC、および成城大学・学習院大学での講義が忙しくなり、その後は願書を出すこともなく失権した。
法科大学院を修了しフルタイムになってからは、池袋本校を本拠地とし、3時間の講義を年500コマ受け持つほどの人気講師となった。
民法大改正のおり、改正民法を法科大学院でしっかり学びたいと思っていたところにLECの元同僚講師であり親交があった株式会社アガルートの代表取締役兼講師の工藤北斗から声がかかり、オンライン講座であれば学業を両立できると考え、2017年2月にアガルートアカデミーへ移籍、現在も講師業を続けている。
進学先は学習院大学大学院で、特待生（学費免除）で合格し、その後修了。
2017年4月、急性膵炎で帝京大学医学部附属病院に緊急搬送された。その際のCT検査で巨大な腫瘍が発見されたため、2017年夏に摘出手術をする。現在は完治している。
アガルートアカデミー講師陣のなかでは、LECから同様に移籍した小林美也子、明治大学法科大学院でクラスメイトだった谷山政司とも親交が深い。

## 経歴
- 行政書士試験　合格
- 早稲田大学社会科学部　卒業
- 東京リーガルマインド (LEC)講師
- 明治大学法科大学院 　法学未修者コース　中退
- 中央大学法科大学院 　 法学既修者コース　修了
- 学習院大学法科大学院　 法学既修者コース　修了
- 2017年2月　アガルートアカデミー専任講師

## 著書
- 行政書士試験 手を広げずに楽して合格する方法（2015/12/25、中央経済社）
- 行政書士試験 らくらく解けるゴールデンルール50（2017/11/11、中央経済社）
- 行政書士試験 豊村式合格メソッド100（2021/4/27、中央経済社）